# Дословный перевод
Досло́вный перево́д — вид перевода с одного языка на другой, при котором в тексте на переводящем языке максимально точно сохраняется синтаксическая структура и порядок слов и словоформ исходного языка.
Среди лингвистов нет единого подхода к трактовке дословного перевода, существуют несколько подходов к определению данного термина.

## Буквальный перевод
Некоторые лингвисты используют термин «дословный перевод» как синоним для буквального перевода, распространённой переводческой ошибки, при которой переводчик осуществляет механическую подстановку слов переводящего языка на место слов исходного языка, часто с сохранением иноязычной конструкции. При таком подходе буквальный перевод противопоставляется свободному и художественному переводу.

## Синтаксическое уподобление
Другой подход к определению дословного перевода состоит в том, что при нём (называемом в таком случает также «синтаксическим уподоблением») синтаксическая структура оригинала преобразуется в аналогичную структуру переводящего языка с сохранением набора слов и порядка их расположения. При таком подходе дословный перевод является допустимым и не считается ошибкой, но лишь в той мере, в которой в исходном языке и переводящем языке синтаксис и грамматика совпадают. Синтаксическое уподобление может приводить к полному соответствию количества языковых единиц и порядка их расположения в оригинале и переводе: англ. I always remember his words = рус. Я всегда помню его слова. При дословном переводе опускаются безэквивалентные грамматические единицы, например, при переводе с английского или французского языков на русский опускаются артикли, некоторые вспомогательные глаголы и предлоги, выражаемые в переводящем языке не отдельными словами, а грамматическими формами. Основной целью использования дословного перевода является сравнение синтаксических структур в исходном языке и переводящем языке. В буквальном переводе воспроизводится не только синтаксическая структура, но и значения слов без учёта узуса и частотности словоупотребления, в то время как точный перевод нацелен на максимальную эквивалентность предметно-логической стороны текста.

## Подстрочный перевод
Ещё один подход к использованию термина «дословный перевод» — это тип перевода, задачей которого является максимальное сохранение последовательности слов и вид словоформ. Такой перевод именуется также «пословным переводом» и «подстрочным переводом» («подстрочником»). Получающиеся в результате такого перевода некорректные, а иногда непонятные высказывания не рассматриваются в этом случае как недостаток. Дословный перевод в этом смысле — один из наиболее древних видов перевода, в частности, именно такой перевод использовался при переводе на церковнославянский и многие другие языки текстов Священного Писания и других богословских произведений, считалось, что лишь дословный перевод может передать без искажений религиозные тексты.

## Бытовое употребление термина
Помимо научного употребления термина «дословный перевод», встречается также его бытовое употребление. Как правило таким образом именуется подстрочный перевод художественного текста, когда качество самого перевода не нравится говорящему (субъективный и даже инвективный фактор). Также «дословным переводом» может именовать свой перевод художественного (особенно поэтического) текста автор, не претендующий на передачу сложной художественной структуры оригинала, а лишь на передачу его содержания.